# Praia das Catedrais

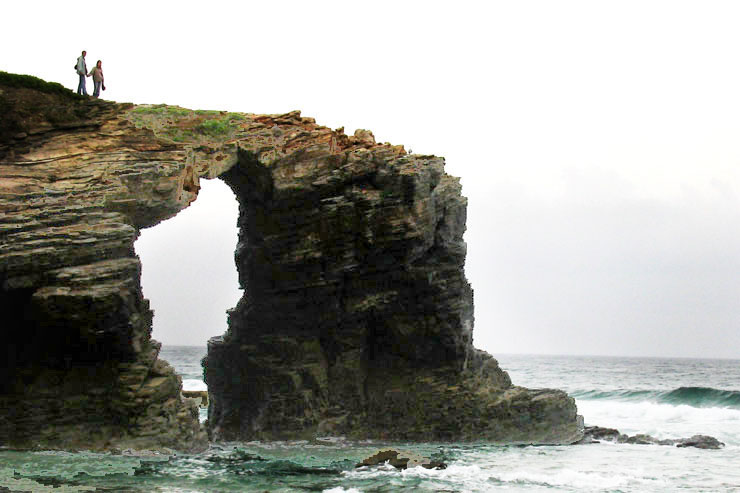

La Praia das Catedrais o Praia de Aguas Santas (dal galiziano, rispettivamente Spiaggia delle Cattedrali e Spiaggia delle Acque Sante), conosciuta anche col nome castigliano Playa de Las Catedrales, è una famosa e lunga spiaggia situata ad ovest della cittadina di Ribadeo, nella comunità spagnola nord-occidentale della Galizia, anche se una parte finisce anche nelle confinanti Asturie.
Punto turistico di notevole interesse, uno dei più conosciuti della Galizia, la Praia das Catedrais deve il suo nome alle numerose e particolari formazioni rocciose situate sulla spiaggia che formano una serie molto suggestiva di archi naturali attraversabili a piedi durante la bassa marea e che ricordano molto gli archi rampanti delle cattedrali gotiche.
Sono molto interessanti anche le formazioni rocciose in mare antistanti la spiaggia, con ponti naturali di roccia, scogli scavati dal vento ed altri archi naturali.

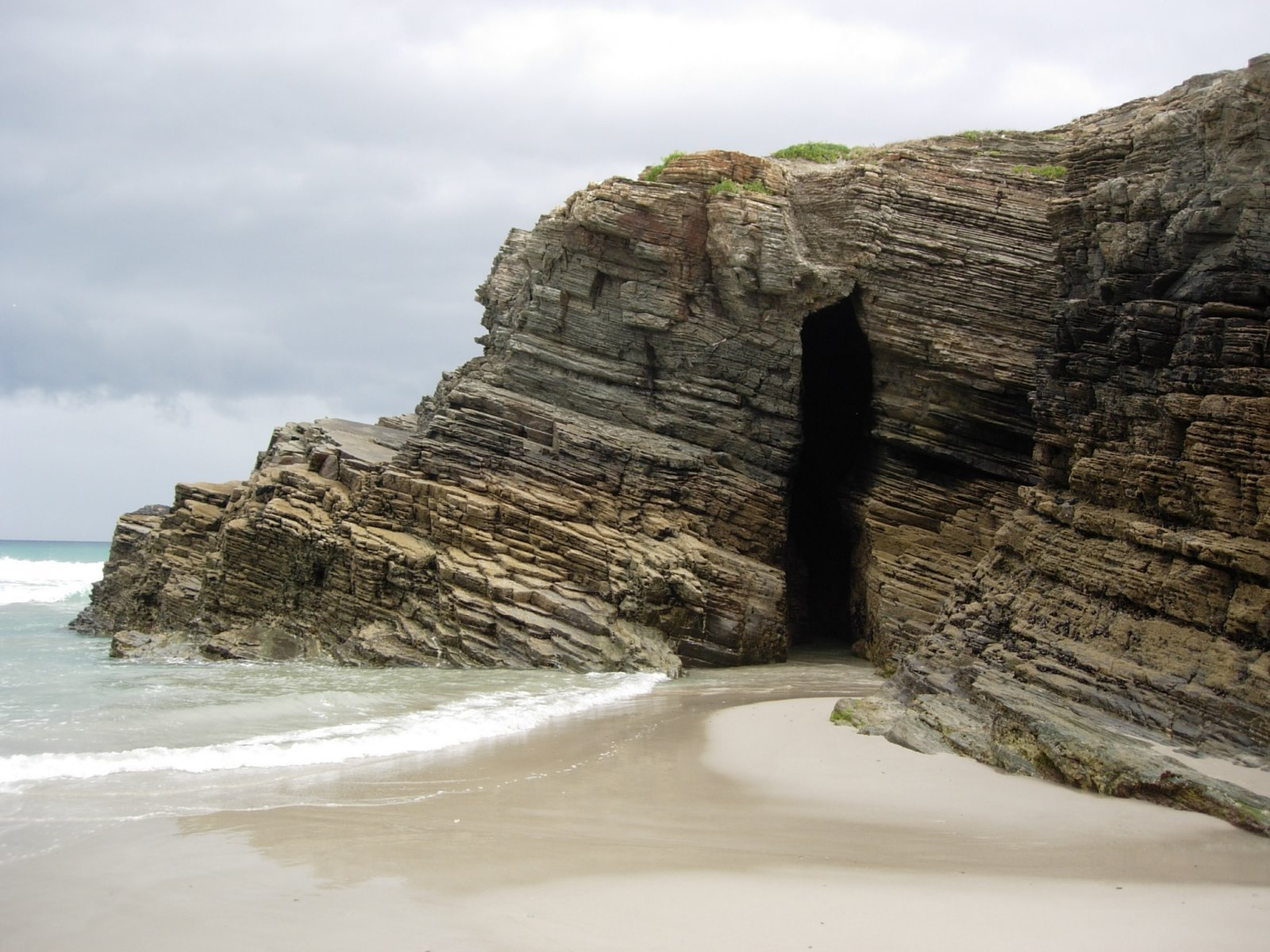
Uno dei meno caratteristici ma più particolari archi naturali
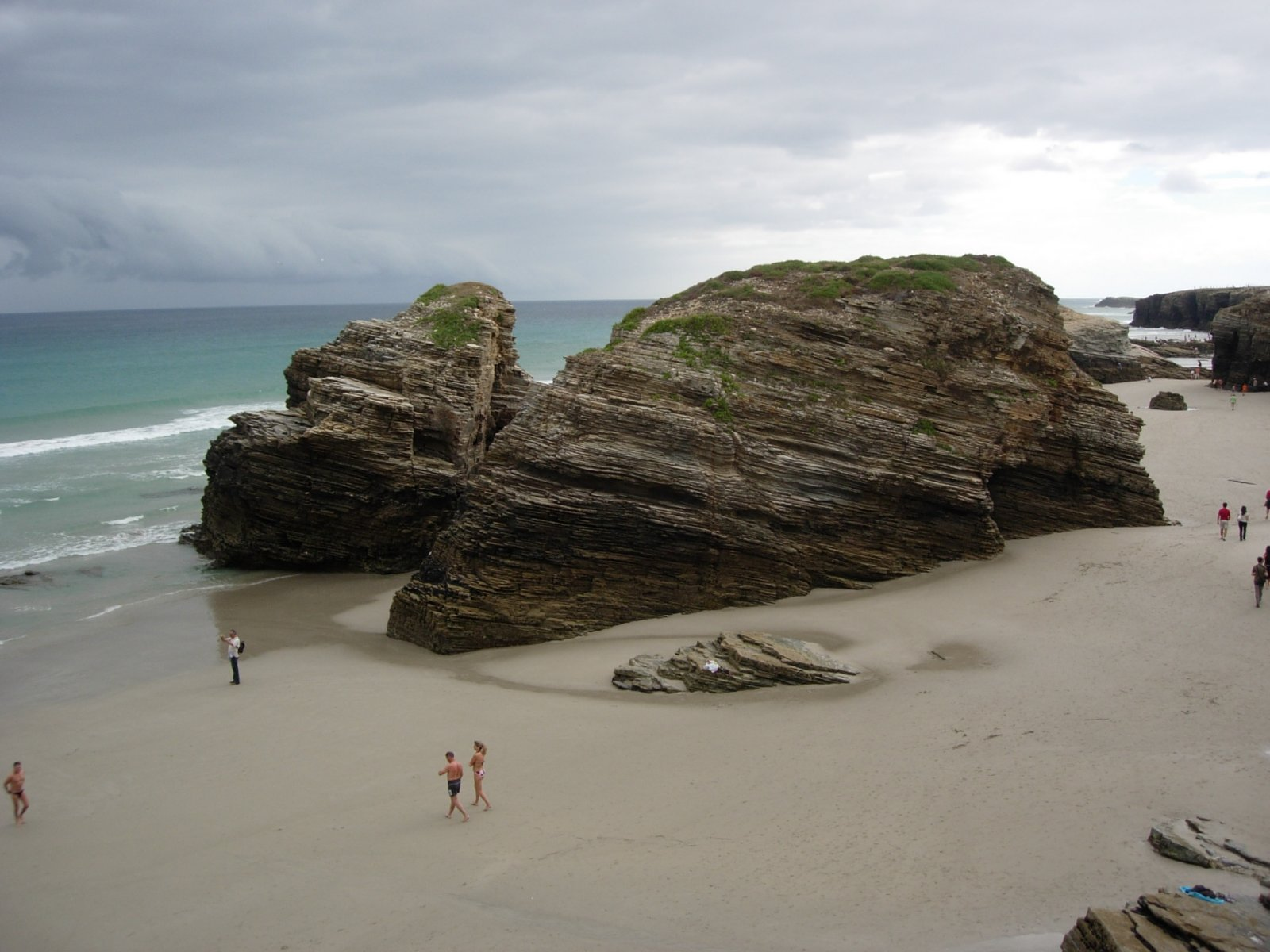
Scogli scolpiti dal vento
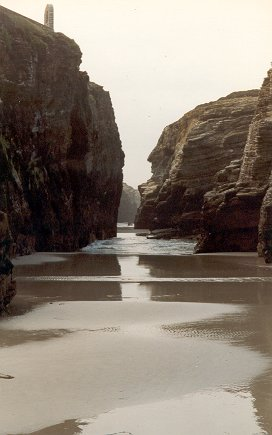
Il cunicolo tra scogli
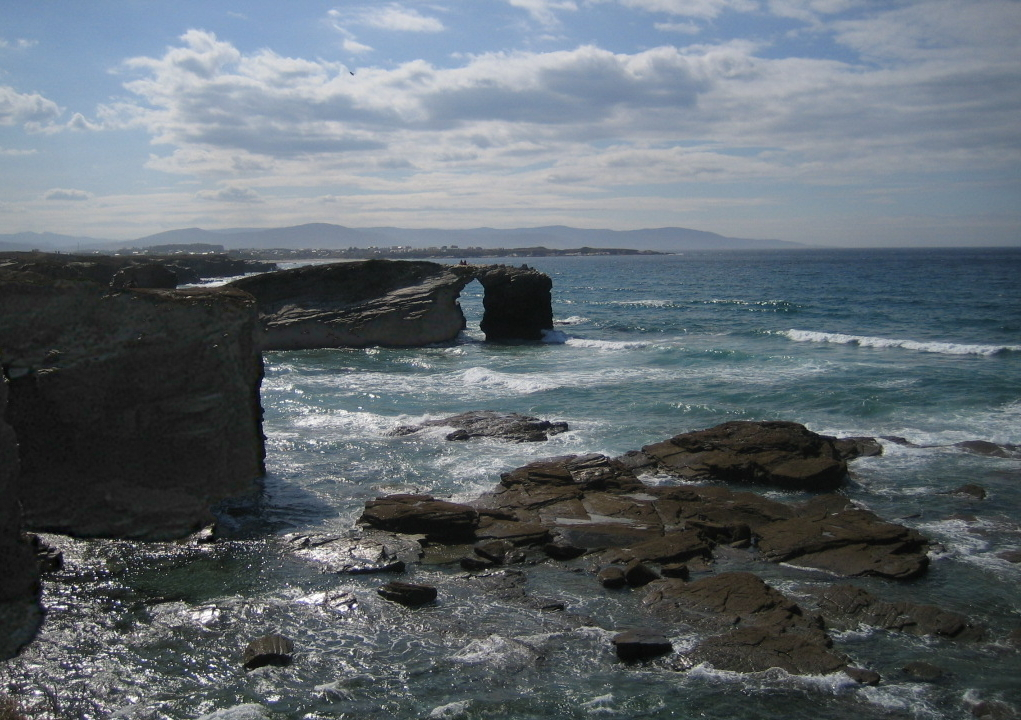
Tipico panorama di un tratto della spiaggia